# Gus-Khrustalny (cidade)
Gus-Khrustalny (em russo:  Гусь-Хруста́льный) é uma cidade pertencente ao Oblast de Vladimir, Rússia, localizada no rio Gus (um afluente do rio Oka ), 63 quilômetros (39 mi) ao sul de Vladimir, o centro administrativo do Oblast. De acordo com o censo russo de 2019, a população estimada na cidade era de 53.606.

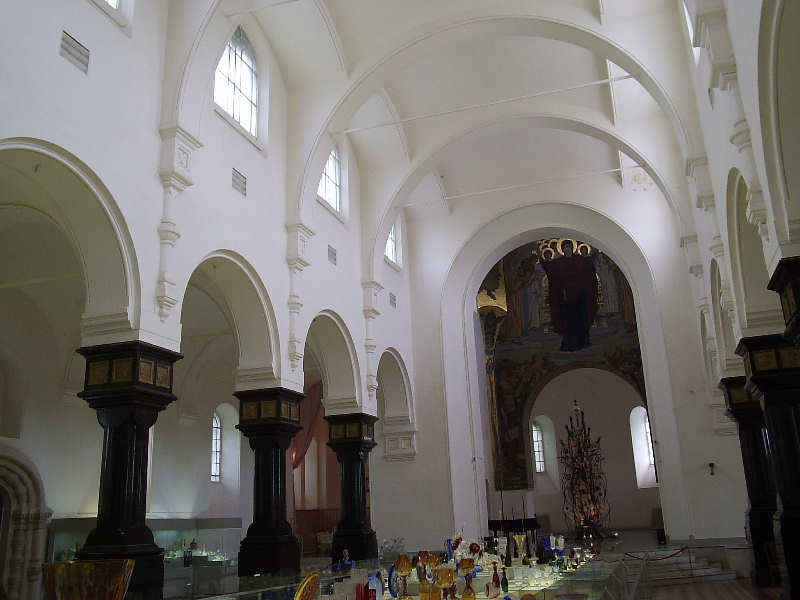
Museu do Cristal em Gus-Khrustalny

Gus-Khrustalny foi fundada em 1756  com a construção de uma planta de cristal, a Gus Crystal. Foi concedido o status de cidade em 1931.